# إم آي إم-23 هوك
إم آي إم-23 هوك (بالإنجليزية: MIM-23 Hawk)‏ منظومة دفاع صاروخي متوسطة المدى من نوع أرض - جو من إنتاج شركة ريثيون الأمريكية، تستعمل المنظومة من قبل الولايات المتحدة الأمريكية بشكل أساسي كما صدر منها إلى دول أخرى في الشرق الأوسط.
تم تصميم منظومة الدفاع هوك عام 1952 ودخلت الخدمة في الجيش الأمريكي عام 1960 ويبلغ مدى صواريخها 25 كم بارتفاع أقصى 13,700 متر وتستطيع مهاجمة الطائرات التي تحلق على ارتفاع منخفض وحتى 30م من سطح الأرض ويستخدم صاروخ هوك موجات الرادار المرتدة من الهدف ليصل إليه، وخرجت المنظومة من القوات المسلحة الأمريكية عام 2002 إلا أنها لا زالت تستخدم من بعض الدول.